# Specie di Carlina

## Elenco specie
Elenco delle specie di Carlina :

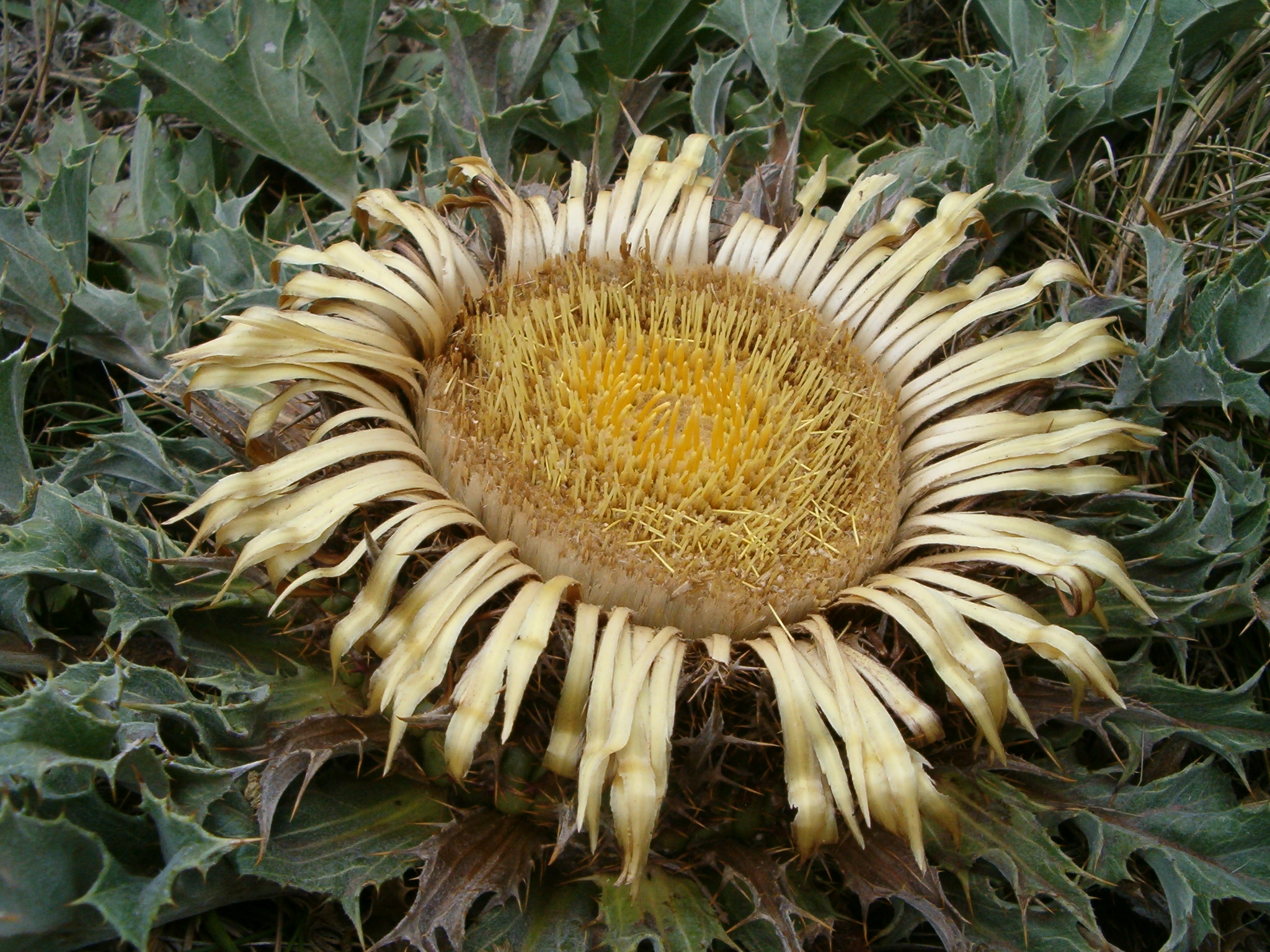
Carlina acanthifolia

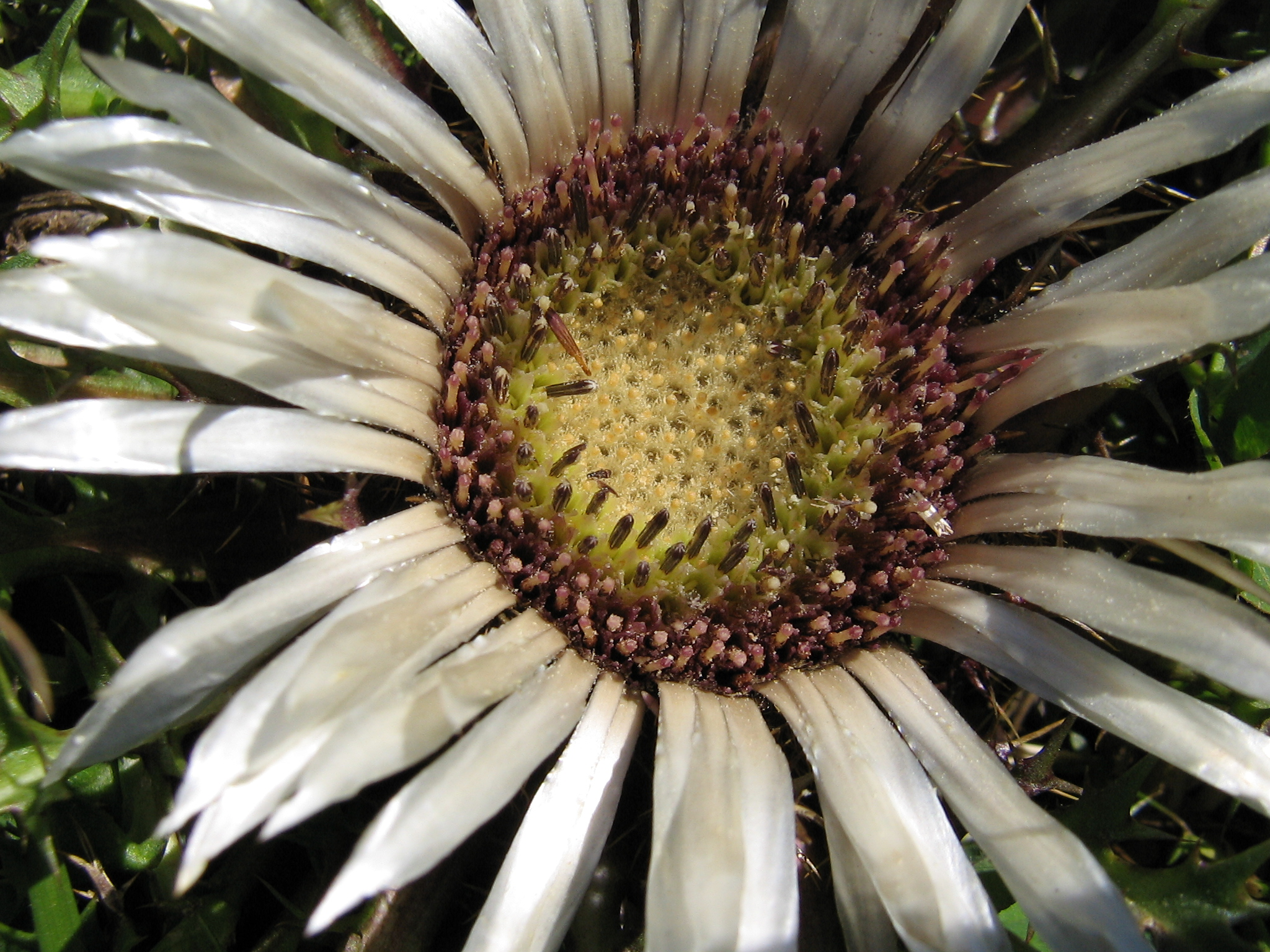
Carlina acaulis

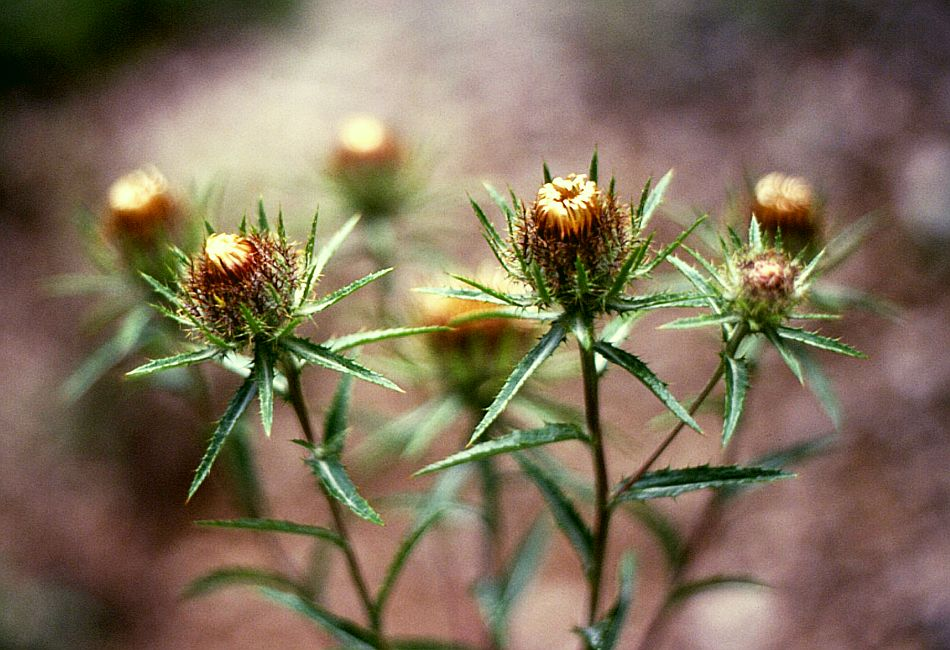
Carlina biebersteinii

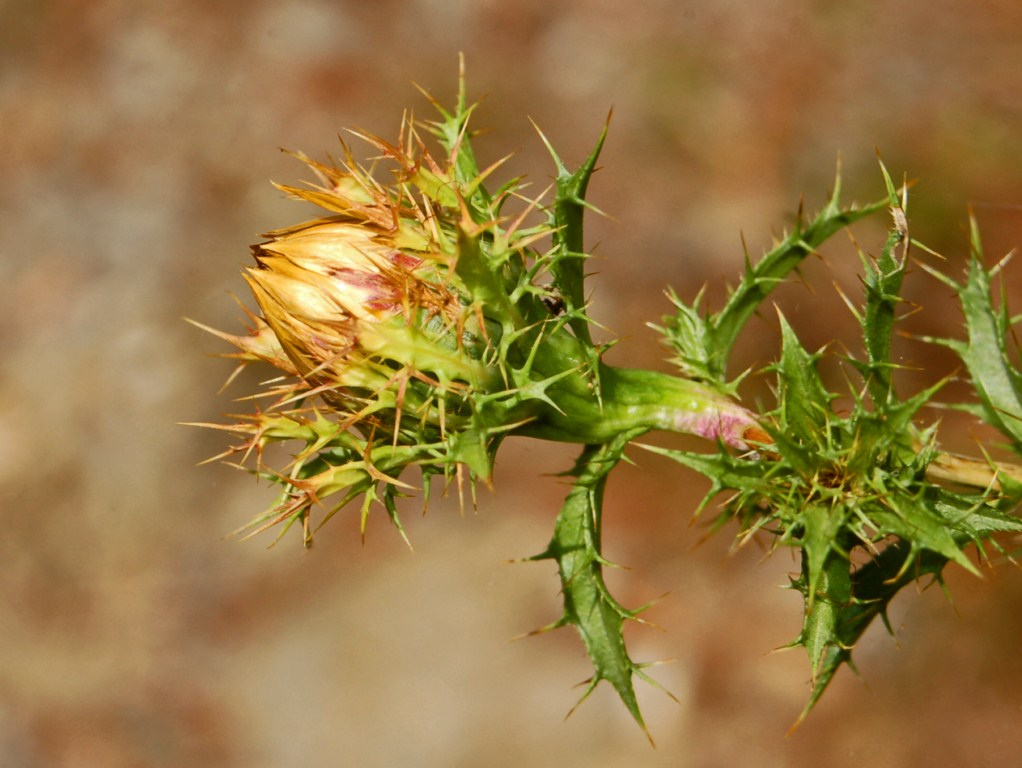
Carlina corymbosa

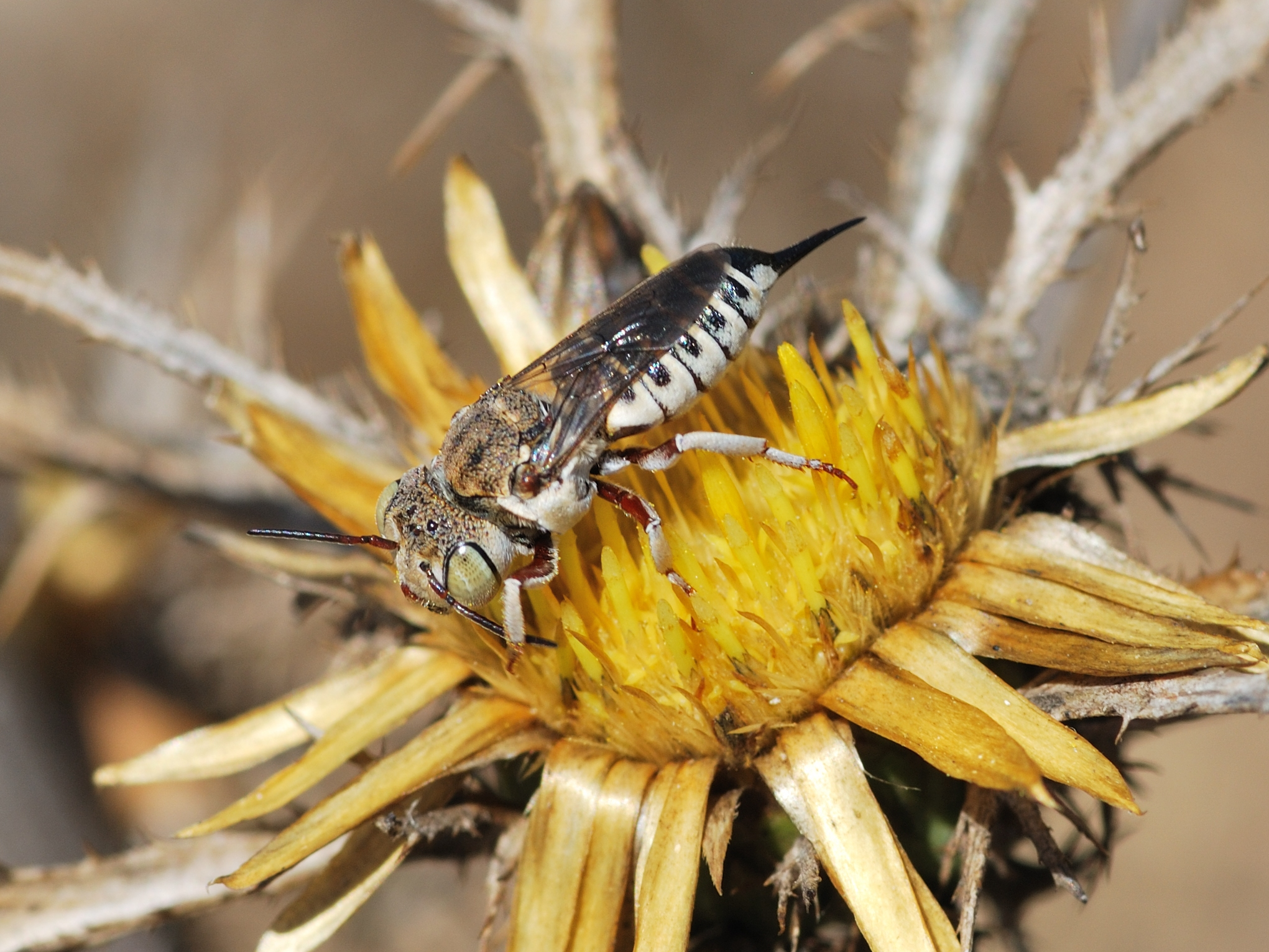
Carlina curetum

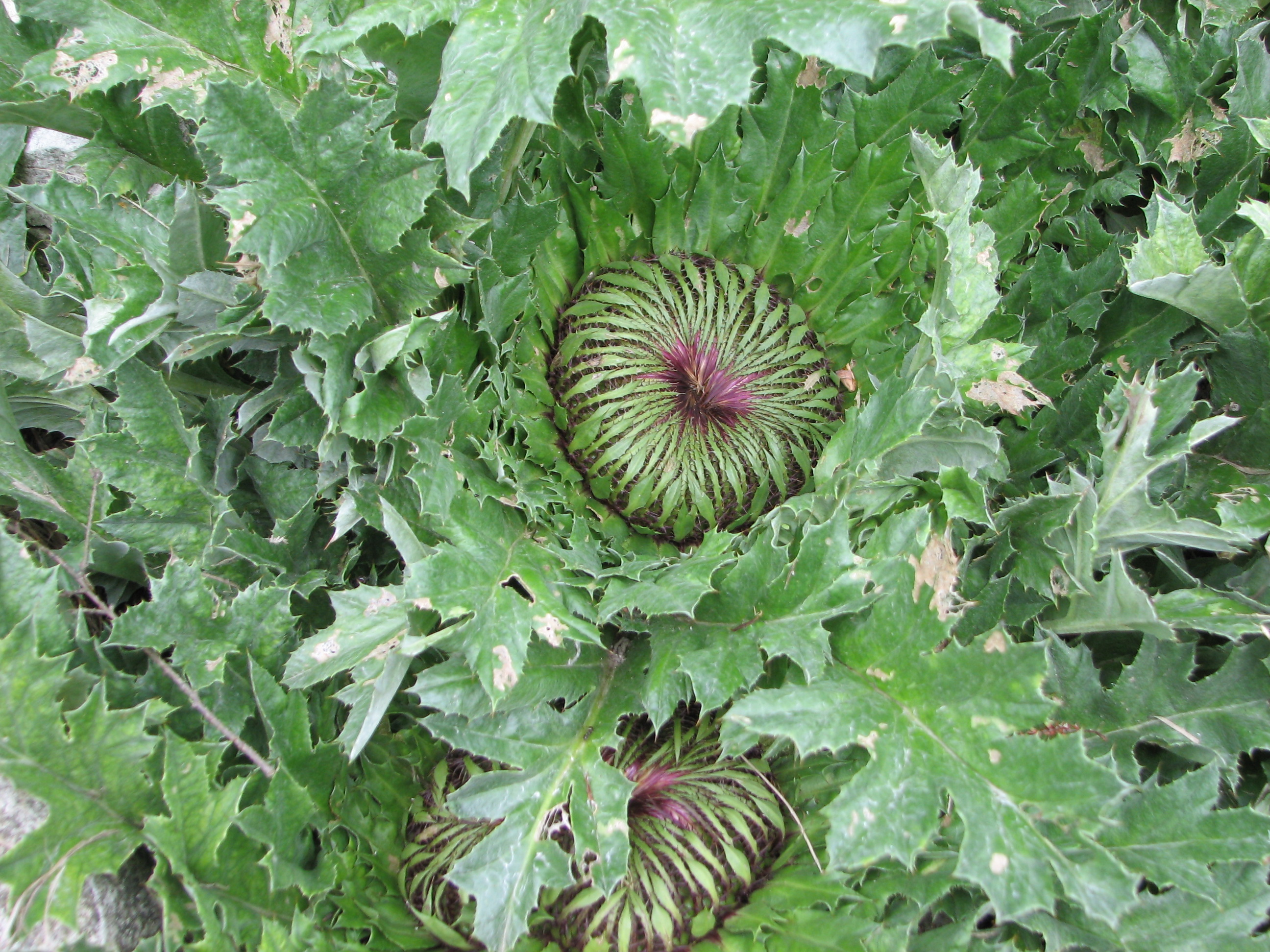
Carlina onopordifolia

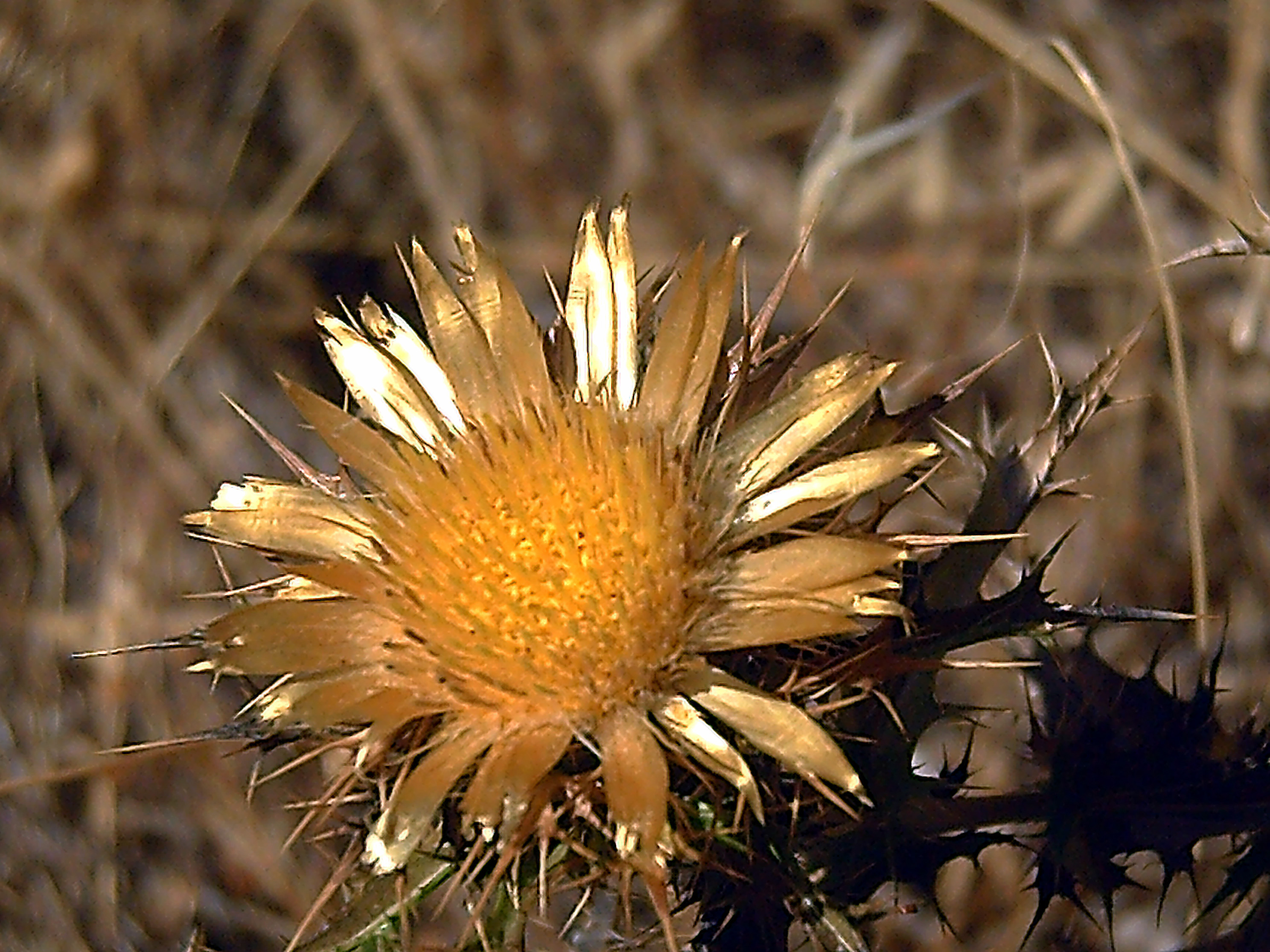
Carlina racemosa

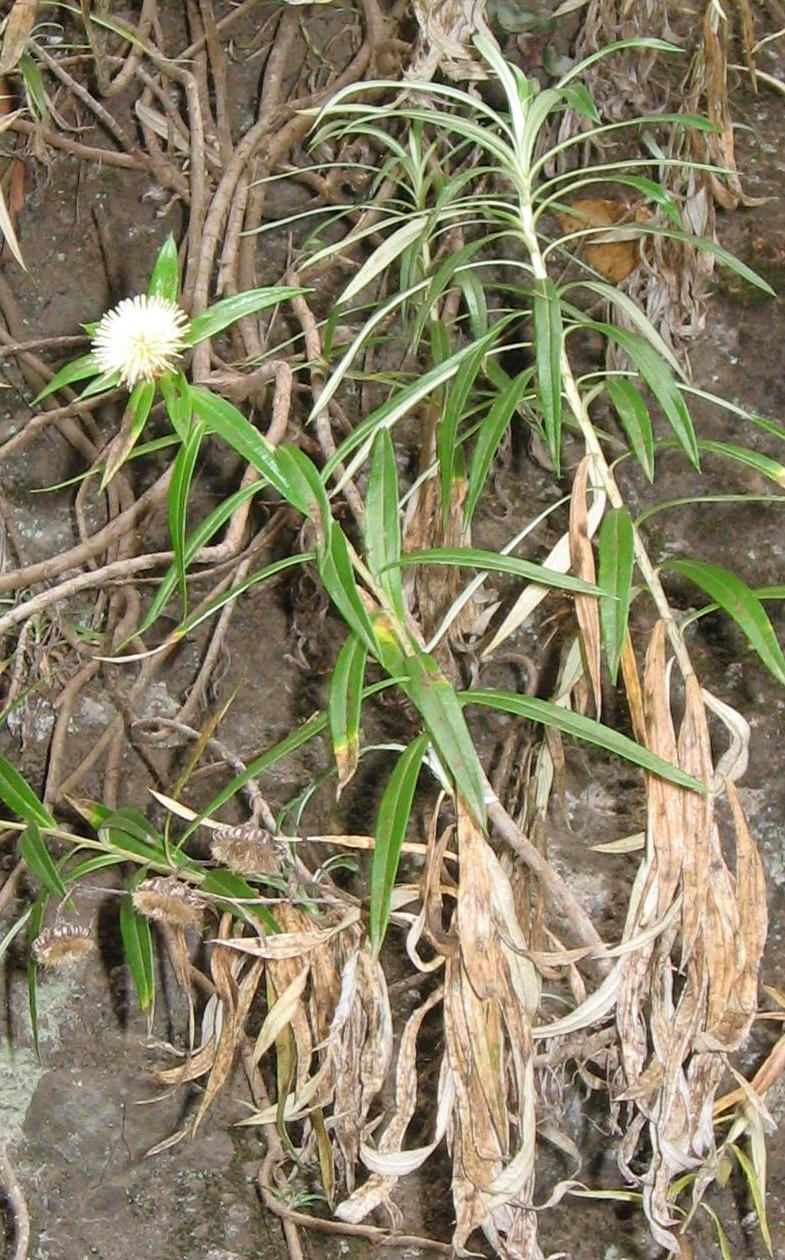
Carlina salicifolia

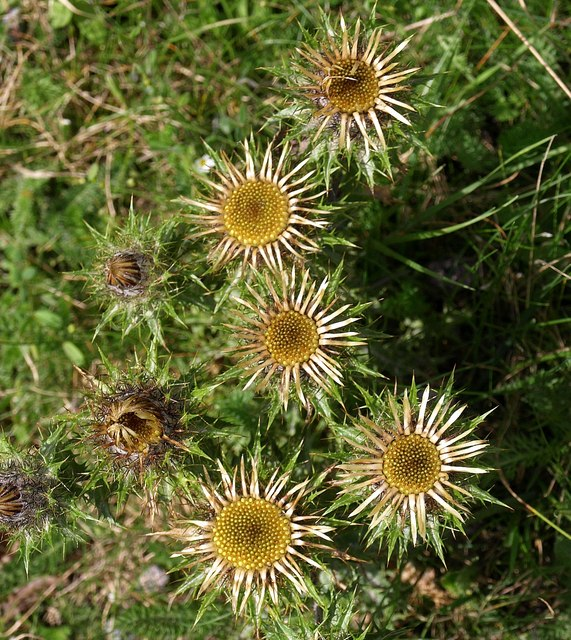
Carlina vulgaris

- Carlina acanthifolia All., 1785 - Carlina zolfina
- Carlina acaulis L., 1753 - Carlina bianca
- C. atlantica Pomel, 1874
- Carlina barnebiana B.L.Burtt & P.H.Davis, 1949
- Carlina biebersteinii Bernh. ex Hornem., 1819 - Carlina a foglie lunghe
- Carlina brachylepis (Batt.) Meusel & Kästner, 1977
- Carlina canariensis Pit., 1908
- Carlina corymbosa L., 1753 - Carlina raggio d'oro
- Carlina curetum Heldr., 1875
- Carlina diae (Rech.f.) Meusel & Kästner, 1972
- Carlina falcata Svent.
- Carlina frigida Boiss. & Heldr., 1846
- Carlina graeca Heldr. & Sart., 1855
- Carlina guittonneaui Dobignard, 2004
- Carlina hispanica Lam., 1785
- Carlina involucrata Poir., 1789 - Carlina di Lampedusa
- Carlina kurdica Meusel & Kästner, 1972
- Carlina lanata L., 1753 - Carlina lanosa
- Carlina libanotica Boiss., 1849
- Carlina oligocephala Boiss. & Kotschy, 1856
- Carlina pygmaea (Post) Holmboe, 1914
- Carlina racemosa L., 1753 - Carlina minore
- Carlina salicifolia (L.f.) Cav., 1831
- Carlina sicula Ten., 1819 - Carlina siciliana
- Carlina sitiensis Rech.f., 1938
- Carlina texedae Marrero Rodr.
- Carlina tragacanthifolia Klatt, 1884
- Carlina vulgaris L., 1753 - Carlina comune
- Carlina xeranthemoides L.f., 1781

## Alcuni ibridi
Nell'elenco seguente sono indicati alcuni ibridi interspecifici:
- Carlina × acauloides Léveillé (1915) (sinonimo = C. × vayreda)
- Carlina × heribaudii Chassagne (1957) – Ibrido fra : Carlina vulgaris subsp. longifolia e Carlina vulgaris subsp. vulgaris
- Carlina × lecoqii Arènes (1957) – Ibrido fra : Carlina acanthifolia subsp. acanthifolia e Carlina acanthifolia subsp. cynara
- Carlina × vayredae Gautier (1898) – Ibrido fra : Carlina acanthifolia e Carlina acaulis